# Vinterlandskap med skridskoåkare och en fågelfälla
Vinterlandskap med skridskoåkare och en fågelfälla är en oljemålning av den flamländske renässanskonstnären Pieter Bruegel den äldre. Den är signerad BRVEGEL, daterad 1565 och ingår sedan 1973 i Kungliga museet för sköna konsters samlingar i Bryssel. 
Vinterlandskap med skridskoåkare och en fågelfälla visar en flamländsk kyrkby en snöig vinterdag. På den isbelagda ån åker byborna skridskor och spelar en form av curling. I höger nederkant flockas fåglar runt en fågelfälla. 
Bruegel kallades Bondebruegel och målade ofta figur- och detaljrika folklivsskildringar. Flera av dessa skildringar visar snöiga vinterlandskap, till exempel Jägarna i snön och Folkräkningen i Betlehem. Det har antagits att han var inspirerad av den ovanligt stränga vintern 1564/65. Trots sina lokala och folkliga motiv var Bruegel en berest och bildad man. Många har därför försökt läsa in en djupare mening i hans bilder, och tolka de utifrån symboliska, allegoriska eller moraliska utgångspunkter. Så även i denna målning där fågelfällan har fått symbolisera djävulens frestelser avsedda för förlorade själar (fåglar symboliserade traditionellt själen) och skridskoåkarna skildrar tillvarons osäkra (hala) natur och människors sårbarhet inför hotande faror. 
Säkert är att målningen tillhör Bruegels mest omtyckta bilder. Detta framgår inte minst av det mycket stora antal kopior som gjordes; man räknar med att det finns omkring 130 äldre kopior varav flertalet är målade av Bruegels son Pieter och hans ateljé. Andra konstnärer, till exempel Hendrick Avercamp, inspirerades att måla liknande vinterlandskap befolkade med skridskoåkare och flanörer.
I Antwerpenversionen har den heliga familjen målats in under flykten till Egypten – antagligen efter en beställares önskemål. De är avbildade på vänster sida om ån och Jungfru Maria syns rida på en åsna med Jesusbarnet i famnen. Köpenhamnsversionen förvärvades av kung Kristian IV år 1620 och har sedan dess tillhört den danska kungahuset. Stockholmsversionen gavs till Nationalmuseum 1973 i enlighet med Elsbeth Funchs testamente. 
| Bild | Attribuering                                | År                   | Teknik          | Format (cm) | Samling                                    |
| ---- | ------------------------------------------- | -------------------- | --------------- | ----------- | ------------------------------------------ |
|      | Pieter Bruegel den äldre                    | 1565                 | olja på pannå   | 37 x 55,5   | Kungliga museet för sköna konster, Bryssel |
|      | Pieter Brueghel den yngres ateljé           | slutet av 1500-talet | olja på ekpannå | 37 x 58     | Nationalmuseet, Wrocław                    |
|      | Pieter Bruegel den äldres skola eller krets | 1601                 | olja på ekpannå | 39 x 57     | Kunsthistorisches Museum, Wien             |
|      | Pieter Brueghel den yngre                   | efter 1601           | olja på pannå   | 40 x 57     | Pradomuseet, Madrid                        |
|      | efter Pieter Bruegel den äldre              | cirka 1618–1620      | olja på ekpannå | 49 x 65     | Rosenborgs slott, Köpenhamn                |
|      | Pieter Brueghel den yngre                   | 1622                 | olja på ekpannå | 39 x 57     | Museum Mayer van den Bergh, Antwerpen      |
|      | Pieter Brueghel den yngre                   | utan årtal           | olja på trä     | 39,5 x 57   | Nationalmuseum, Stockholm                  |